# Bernardino II di Savoia-Racconigi
Bernardino II di Savoia-Racconigi, soprannominato Monsignor di Racconigi (Torino, 1540 – Racconigi, 1605), fu marchese di Racconigi e signore di Pancalieri con Sommariva.

## Biografia
Figlio di Filippo, marchese di Racconigi, e di sua moglie la nobildonna Paola Costa dei signori di Mirandolo, Bernardino nacque a Torino.
Intrapresa la carriera militare come da tradizione di famiglia, fu capitano degli Arceri della Guardia di Carlo Emanuele I di Savoia e partecipò in appoggio dell'imperatore del Sacro Romano Impero alla lotta contro i turchi in Ungheria. Dopo i successi totalizzati, tornato in patria, ottenne dal cugino duca il Collare dell'Annunziata ed ulteriori feudi minori con ampie rendite annesse.
Alla morte del padre nel 1582, dopo due anni di permanenza forzata alla corte di Torino, nel 1584 Bernardino II decise di stabilirsi definitivamente nel feudo della sua famiglia, in aperto contrasto con la politica filo-spagnola inaugurata dal duca Carlo Emanuele I (di cui era stato anche precettore e consigliere assieme a Andrea Provana di Leinì per volontà del padre di Carlo Emanuele, il duca Emanuele Filiberto di Savoia); a Racconigi, il marchese fece largo uso del castello locale dove creò una propria piccola corte, attorniandosi di personaggi influenti che arricchirono la città di ville e palazzi. Interessandosi sempre più ai propri possedimenti, nel 1600 fece una notevole donazione per la costruzione della chiesa locale di San Rocco, sulla strada verso Cavallermaggiore, oltre a dare inizio ai lavori per l'ampliamento del convento dei domenicani della città, completato nel 1604. Si impegnò altresì per lo sviluppo dell'industria serica in loco, già promossa largamente da suo padre.
Bernardino morì a Racconigi nel 1605 e, non avendo avuto figli ed essendogli premorti tutti i fratelli senza eredi, il suo titolo si estinse. Bernardino venne sepolto nella chiesa dei Servi di Maria di Racconigi, ma in tempi successivi la sua salma e quella della consorte furono tumulati per volere di Vittorio Emanuele III nella cappella del castello di Racconigi. La vedova Isabella de Glillet dispose che l'eredità venisse destinata al duca Carlo Emanuele I, riservandosi comunque l'usufrutto del castello di Racconigi fino alla sua morte. Nel 1625, alla morte della marchesa, il castello divenne proprietà ducale e venne riassegnato al ramo collaterale dei Savoia-Carignano nella persona del principe Tommaso Francesco di Savoia.

## Matrimonio e figli
Bernardino II sposò a Racconigi nel 1577 la nobildonna francese Isabella Grillet, dei marchesi de la Cluse. La coppia non ebbe figli.

## Ascendenza
|                                   |                      |                                   | Genitori                              |  |  | Nonni |  |  | Bisnonni                    |  |  | Trisnonni                     |  |
|                                   |                      |                                   |                                       |  |  |       |  |  | Claudio di Savoia-Racconigi |  |  | Francesco di Savoia-Racconigi |  |
|                                   |                      |                                   |                                       |  |  |       |  |  | Claudio di Savoia-Racconigi |  |  | Francesco di Savoia-Racconigi |  |
|                                   |                      | Caterina di Seyssel               |                                       |  |  |       |  |  | Claudio di Savoia-Racconigi |  |  |                               |  |
| Bernardino I di Savoia-Racconigi  |                      |                                   |                                       |  |  |       |  |  | Claudio di Savoia-Racconigi |  |  |                               |  |
|                                   |                      | Ippolita Borromeo                 | Giovanni Borromeo, IV conte di Arona  |  |  |       |  |  |                             |  |  |                               |  |
|                                   |                      | Ippolita Borromeo                 | Giovanni Borromeo, IV conte di Arona  |  |  |       |  |  |                             |  |  |                               |  |
|                                   |                      | Ippolita Borromeo                 | Maria Cleofe Pio                      |  |  |       |  |  |                             |  |  |                               |  |
| Filippo di Savoia-Racconigi       |                      | Ippolita Borromeo                 |                                       |  |  |       |  |  |                             |  |  |                               |  |
|                                   |                      | Giovanni Adorno                   | Raffaele Adorno                       |  |  |       |  |  |                             |  |  |                               |  |
|                                   |                      | Giovanni Adorno                   | Raffaele Adorno                       |  |  |       |  |  |                             |  |  |                               |  |
|                                   |                      | Giovanni Adorno                   | Violante Giustiniani Longo            |  |  |       |  |  |                             |  |  |                               |  |
| Violante Adorno                   |                      | Giovanni Adorno                   |                                       |  |  |       |  |  |                             |  |  |                               |  |
|                                   |                      | Eleonora Sanseverino              | Roberto Sanseverino, conte di Cajazzo |  |  |       |  |  |                             |  |  |                               |  |
|                                   |                      | Eleonora Sanseverino              | Roberto Sanseverino, conte di Cajazzo |  |  |       |  |  |                             |  |  |                               |  |
|                                   |                      | Eleonora Sanseverino              | Giovanna da Correggio                 |  |  |       |  |  |                             |  |  |                               |  |
| Bernardino II di Savoia-Racconigi |                      | Eleonora Sanseverino              |                                       |  |  |       |  |  |                             |  |  |                               |  |
|                                   | Giovanni Luigi Costa | …                                 |                                       |  |  |       |  |  |                             |  |  |                               |  |
|                                   | Giovanni Luigi Costa | …                                 |                                       |  |  |       |  |  |                             |  |  |                               |  |
|                                   | Giovanni Luigi Costa | …                                 |                                       |  |  |       |  |  |                             |  |  |                               |  |
| Luigi Antonio Costa               | Giovanni Luigi Costa |                                   |                                       |  |  |       |  |  |                             |  |  |                               |  |
|                                   |                      | Bona Grimaldi                     | Pietro Grimaldi, barone di Bueil      |  |  |       |  |  |                             |  |  |                               |  |
|                                   |                      | Bona Grimaldi                     | Pietro Grimaldi, barone di Bueil      |  |  |       |  |  |                             |  |  |                               |  |
|                                   |                      | Bona Grimaldi                     | Caterina Gattilusio                   |  |  |       |  |  |                             |  |  |                               |  |
| Paola Costa                       |                      | Bona Grimaldi                     |                                       |  |  |       |  |  |                             |  |  |                               |  |
|                                   |                      | Giorgio Villa, signore di Rivalba | …                                     |  |  |       |  |  |                             |  |  |                               |  |
|                                   |                      | Giorgio Villa, signore di Rivalba | …                                     |  |  |       |  |  |                             |  |  |                               |  |
|                                   |                      | Giorgio Villa, signore di Rivalba | …                                     |  |  |       |  |  |                             |  |  |                               |  |
| Bona Villa                        |                      | Giorgio Villa, signore di Rivalba |                                       |  |  |       |  |  |                             |  |  |                               |  |
|                                   |                      | Bernardina Villa                  | …                                     |  |  |       |  |  |                             |  |  |                               |  |
|                                   |                      | Bernardina Villa                  | …                                     |  |  |       |  |  |                             |  |  |                               |  |
|                                   |                      | Bernardina Villa                  | …                                     |  |  |       |  |  |                             |  |  |                               |  |
|                                   |                      | Bernardina Villa                  |                                       |  |  |       |  |  |                             |  |  |                               |  |